# Championnat du Bénin de basket-ball
Le Championnat du Bénin de basket-ball, appelé Super Ligue ou YouZou Ligue Pro, est un championnat de basket-ball le plus haut niveau de compétition de basket-ball au Bénin. La compétition est organisée annuellement par la Fédération béninoise de basket-ball (FBBB).
Les champions de chaque saison se qualifient pour le Road to BAL.

## Histoire
En 2020, la ligue est devenue professionnelle lorsque le gouvernement béninois, sous la présidence de Patrice Talon, a adopté une loi exigeant que tous les clubs sportifs soient gérés comme des entreprises. Cette réforme a également permis à des joueurs étrangers de participer à la ligue.
Trois ans plus tard, en mai 2023, la ligue a reçu une subvention importante du gouvernement béninois pour le développement du basket-ball dans le pays. L'association a obtenu 23 000 dollars (100 millions de francs CFA), répartis entre la ligue et ses neuf équipes.
Pour la saison 2023-2024, la Super Ligue s'est étendue de 8 à 12 équipes, réparties en deux conférences.

## Clubs
Conférence Sud
- Energie BBC
- Elan Coton
- Renaissance

- ASPAC
- AOL
- Avrankou Omnisports

Conférence Nord
- ASPAL BBC
- Loungou
- Bosco Star
- US Guema
- Panthere BBC
- Real Sport

## Palmarès

### Palmarès par édition
| Édition | Année     | Vainqueur      | Finaliste | Troisième place         | Réf.  |
| ------- | --------- | -------------- | --------- | ----------------------- | ----- |
| 1er     | 2020-2021 | ASPAC          | ASPAL     | Élan sportif de Cotonou | [ 2 ] |
| 2e      | 2021-2022 | Elan Coton     | ASPAL     |                         | [ 5 ] |
| 3e      | 2022-2023 | Elan Coton (2) | ASPAC     | Renaissance             | [ 6 ] |
| 4e      | 2023-2024 | Elan Coton (3) | Energie   | ASPAL                   | [ 7 ] |

### Palmarès par club
| Rang | Clubs      | Années           | Titres |
| ---- | ---------- | ---------------- | ------ |
| 1    | Elan Coton | 2022, 2023, 2024 | 3      |
| 2    | ASPAC      | 2021             | 1      |